# 尾野嘉邦
尾野嘉邦（おの よしくに）は日本の政治学者、早稲田大学政治経済学術院政治経済学部教授。東京大学公共政策大学院非常勤講師。専門は比較政治学。

## 略歴・人物
東京大学法学部卒業後、同大学法学政治学研究科修士課程修了。ミシガン大学政治学部博士課程修了。政治学博士号を取得（Ph.D in Political Science)。国際大学専任講師、東北大学教授を経て現職。

## 著書

### 共著
- 東大法・ 蒲島郁夫ゼミ編『現代日本の政治家像（第一巻）』（明石書店、2004年）　代表執筆者

## 論文
- "Portfolio Allocation as Leadership Strategy: Intraparty Bargaining in Japan" American Journal of Political Science (AJPS) 56-3. 2012.